# Eurostar (plataforma de satélite)
Eurostar é uma plataforma de satélites produzida pela Astrium e que tem sido usado para uma série de satélites para prestação de serviços de telecomunicações em órbita geoestacionária (GEO). Mais de 60 satélites Eurostar já foram encomendados até agora, dos quais 45 foram lançados com sucesso desde outubro de 1990 e provaram ser altamente confiável em serviço operacional. No início de 2010, os satélites Eurostar havia acumulado 350 anos de operações bem-sucedidas em órbita. A série de satélites Eurostar é projetado para uma variedade de necessidades de telecomunicações, incluindo serviços de transmissão de telefonia fixa, serviços de telefonia móvel, banda larga e comunicações seguras.

## Satélites
Lista de satélites Eurostar
| Satélite              | Operador       | Tipo de Plataforma | Data de lançamento      | Veículo Lançador |
| --------------------- | -------------- | ------------------ | ----------------------- | ---------------- |
| Inmarsat-2 F1         | Inmarsat       | E1000              | 30 de outubro de 1990   | Delta 2          |
| Inmarsat-2 F2         | Inmarsat       | E1000              | 8 de março de 1991      | Delta 2          |
| Inmarsat-2 F3         | Inmarsat       | E1000              | 16 de dezembro de 1991  | Ariane 4         |
| Telecom 2A            | France Telecom | E2000              | 16 de dezembro de 1991  | Ariane 4         |
| Inmarsat-2 F4         | Inmarsat       | E1000              | 15 de abril de 1992     | Ariane 4         |
| Telecom 2B            | France Telecom | E2000              | 15 de abril de 1992     | Ariane 4         |
| Hispasat 1A           | Hispasat       | E2000              | 10 de setembro de 1992  | Ariane 4         |
| Hispasat 1B           | Hispasat       | E2000              | 22 de julho de 1993     | Ariane 4         |
| Orion-1/Telstar 11    | Orion/Loral    | E2000              | 29 de novembro de 1994  | Atlas IIA        |
| Telecom 2C            | France Telecom | E2000              | 6 de dezembro de 1995   | Ariane 4         |
| Telecom 2D            | France Telecom | E2000              | 8 de agosto de 1996     | Ariane 4         |
| Hot Bird 2            | Eutelsat       | E2000+             | 21 de novembro de 1996  | Atlas 2A         |
| Hot Bird 3            | Eutelsat       | E2000+             | 2 de setembro de 1997   | Ariane 4         |
| Hot Bird 4            | Eutelsat       | E2000+             | 28 de fevereiro de 1998 | Ariane 4         |
| Nilesat 101           | Nilesat        | E2000              | 28 de abril de 1998     | Ariane 4         |
| ST-1                  | SingTel/CHT    | E2000+             | 25 de agosto de 1998    | Ariane 4         |
| Hot Bird 5            | Eutelsat       | E2000+             | 9 de outubro de 1998    | Atlas 2A         |
| AfriStar              | WorldSpace     | E2000+             | 28 de outubro de 1998   | Ariane 4         |
| AsiaStar              | WorldSpace     | E2000+             | 21 de março de 2000     | Ariane 5         |
| Nilesat 102           | Nilesat        | E2000              | 17 de agosto de 2000    | Ariane 4         |
| Eutelsat W1           | Eutelsat       | E2000+             | 6 de setembro de 2000   | Ariane 4         |
| Astra 2B              | SES            | E2000+             | 14 de setembro de 2000  | Ariane 5         |
| Hot Bird 7            | Eutelsat       | E2000+             | 11 de dezembro de 2002  | Ariane 5         |
| HellasSat 2           | Hellas-Sat     | E2000+             | 13 de maio de 2003      | Atlas V          |
| AfriStar 2            | WorldSpace     | E2000+             | (em armazenamento)      |                  |
| Eutelsat W3A          | Eutelsat       | E3000              | 15 de março de 2004     | Proton-M         |
| Intelsat 10-02        | Intelsat       | E3000              | 16 de junho de 2004     | Proton-M         |
| Amazonas 1            | Hispasat       | E3000              | 5 de agosto de 2004     | Proton-M         |
| Inmarsat-4 F1         | Inmarsat       | E3000              | 11 de março de 2005     | Atlas V          |
| Anik F1R              | Telesat        | E3000              | 9 de setembro de 2005   | Proton-M         |
| Inmarsat-4 F2         | Inmarsat       | E3000              | 8 de novembro de 2005   | Zenit-3SL        |
| Arabsat 4A            | Arabsat        | E2000+             | 28 de fevereiro de 2006 | Proton-M         |
| Hot Bird 8            | Eutelsat       | E3000              | 4 de agosto de 2006     | Proton-M         |
| Arabsat 4B            | Arabsat        | E2000+             | 9 de novembro de 2006   | Proton-M         |
| Skynet 5A             | Paradigm       | E3000              | 11 de março de 2007     | Ariane 5         |
| Anik F3               | Telesat        | E3000              | 9 de abril de 2007      | Proton-M         |
| Skynet 5B             | Paradigm       | E3000              | 14 de novembro de 2007  | Ariane 5         |
| Skynet 5C             | Paradigm       | E3000              | 12 de junho de 2008     | Ariane 5         |
| Badr 4                | Arabsat        | E2000+             | 8 de julho de 2008      | Ariane 5         |
| Inmarsat-4 F3         | Inmarsat       | E3000              | 18 de agosto de 2008    | Proton-M         |
| Nimiq 4               | Telesat        | E3000              | 19 de setembro de 2008  | Proton-M         |
| Astra 1M              | SES            | E3000              | 5 de novembro de 2008   | Proton-M         |
| Hot Bird 9            | Eutelsat       | E3000              | 20 de dezembro de 2008  | Ariane 5         |
| Hot Bird 10           | Eutelsat       | E3000              | 12 de fevereiro de 2009 | Ariane 5         |
| Amazonas 2            | Hispasat       | E3000              | 1 de outubro de 2009    | Ariane 5         |
| Astra 3B              | SES            | E3000              | 21 de maio de 2010      | Ariane 5         |
| Badr 5                | Arabsat        | E3000              | 3 de junho de 2010      | Proton-M         |
| Arabsat 5A            | Arabsat        | E3000              | 26 de junho de 2010     | Ariane 5         |
| Ka-Sat                | Eutelsat       | E3000              | 26 de dezembro de 2010  | Proton-M         |
| Yahsat 1A             | Yahsat         | E3000              | 22 de abril de 2011     | Ariane 5         |
| Astra 1N              | SES            | E3000              | 6 de agosto de 2011     | Ariane 5         |
| Express AM4           | RSCC           | E3000              | 18 de agosto de 2011    | Proton-M         |
| Arabsat 5C            | Arabsat        | E3000              | 21 de setembro de 2011  | Ariane 5         |
| Atlantic Bird 7       | Eutelsat       | E3000              | 24 de setembro de 2011  | Zenit-3SL        |
| Yahsat 1B             | Yahsat         | E3000              | 23 de abril de 2012     | Proton-M         |
| Astra 2F              | SES            | E3000              | 28 de setembro de 2012  | Ariane 5         |
| Eutelsat 70B (ex W5A) | Eutelsat       | E3000              | 3 de dezembro de 2012   | Zenit-3SL        |
| Skynet 5D             | Paradigm       | E3000              | 19 de dezembro de 2012  | Ariane 5         |
| SES-6                 | SES            | E3000              | 3 de junho de 2013      | Proton-M         |
| Astra 2E              | SES            | E3000              | 30 de setembro de 2013  | Proton-M         |
| Astra 5B              | SES            | E3000              | 22 de março de 2014     | Ariane 5         |
| Express AM4R          | RSCC           | E3000              | 15 de maio de 2014      | Proton-M         |
| Eutelsat 3B           | Eutelsat       | E3000              | 27 de maio de 2014      | Zenit-3SL        |
| MEASAT-3B             | Measat         | E3000              | 11 de setembro de 2014  | Ariane 5         |
| Astra 2G              | SES            | E3000              | 27 de dezembro de 2014  | Proton-M         |
| Express AM7           | RSCC           | E3000              | 9 de março de 2015      | Proton-M         |
| DirecTV-15            | DirecTV        | E3000              | 27 de maio de 2015      | Ariane 5         |
| Badr 7                | Arabsat        | E3000              | 10 de novembro de 2015  | Ariane 5         |
| Telstar 12 Vantage    | Telesat        | E3000              | 24 de novembro de 2015  | H-2A-204         |
| Express AMU1          | RSCC           | E3000              | 24 de dezembro de 2015  | Proton-M         |
| Eutelsat 9B           | Eutelsat       | E3000              | 29 de janeiro de 2016   | Proton-M         |
| SES-10                | SES            | E3000              | 30 de março de 2017     | Falcon 9 v1.2    |
| EchoStar 105          | EchoStar       | E3000              | 11 de outubro de 2017   | Falcon 9 v1.2    |
| SES-12                | SES            | E3000              | 4 de junho de 2018      | Ariane 5         |
| Eutelsat 172B         | Eutelsat       | E3000              | 1 de junho de 2017      | Ariane 5         |
| SES-14                | SES            | E3000e             | 25 de janeiro de 2018   | Falcon 9 v1.2    |